# Hòn Nhạn
Hòn Nhạn hay đảo Nhạn là một đảo đá nhỏ thuộc quần đảo Thổ Chu, thuộc xã Thổ Châu, thành phố Phú Quốc, tỉnh Kiên Giang. Đây là điểm A1 trên đường cơ sở tính chiều rộng lãnh hải của Việt Nam. Tọa độ của đảo là 09˚15'00" vĩ độ Bắc – 103˚27'00" kinh độ Đông.

## Tên gọi
Hòn Nhạn có nhiều tên gọi khác như hòn Hàn, hòn Hàng, hòn Chim.

## Tự nhiên

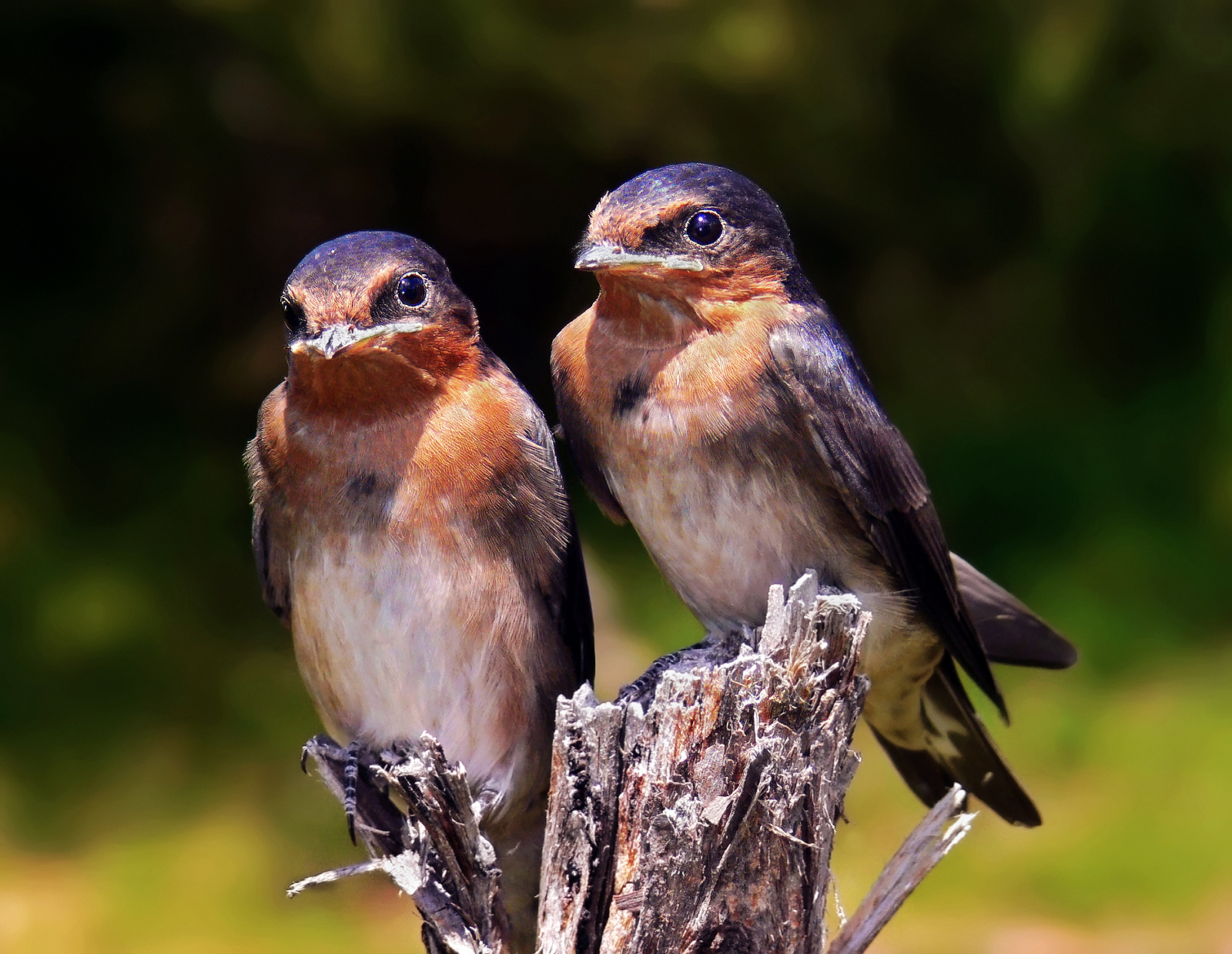
Chim nhạn (minh họa)

Đảo Hòn Nhạn cách đảo Thổ Chu khoảng 5 km về phía tây nam, đảo cao 23m so với mực nước biển, điểm cao nhất khoảng 40m. Đảo có diện tích khoảng 3,37 ha, về địa chất cấu tạo của đảo là đá trắng xếp chồng. Trên đảo có một ít cây bụi, còn lại trơ trọi đá. Một số cây xanh thân gỗ do bộ đội Trung đoàn 152 của Quân khu 9 mang từ đất liền ra trồng. Các cây bao gồm bàng vuông, phong ba, cây tra, dương biển,...Mỗi tuần các đơn vị biên phòng tuần tra đều ra đây tưới cây. Đảo là nơi chim nhạn kéo về làm tổ, đẻ trứng, thời gian đẻ là vào đầu mùa mưa. Đó cũng là lý do đảo có tên là Hòn Nhạn.

## Lịch sử
Ngày 12 tháng 11 năm 1982, Chính phủ nước Cộng hòa Xã hội Chủ nghĩa Việt Nam ra tuyên bố về đường cơ sở để tính chiều rộng lãnh hải Việt Nam, với tất cả 11 điểm chuẩn, Hòn Nhạn là điểm A1 – điểm đầu tiên.
Năm 2017, công trình mốc cơ sở bằng bê tông được xây dựng. Công trình này do Bộ Chỉ huy Bộ đội biên phòng tỉnh Kiên Giang quản lý.
Hiện nay, số lượng chim nhạn trên đảo có nguy cơ sụt giảm do người dân địa phương săn bắt và tìm trứng mang về làm thực phẩm.

### Sách
- Đặng Ngọc Thanh (2009). Bảo tồn đa dạng sinh học biển Việt Nam. Nhà xuất bản Khoa học tự nhiên và công nghệ. OCLC 729721407.
- Nguyễn Anh Động (2011). Di tích-danh thắng và địa danh Kiên Giang. Nhà xuất bản Thanh niên. OCLC 867631211.
- Nguyễn Văn Phòng (1997). Hải dương học và biển Việt Nam. Nhà xuất bản Giáo dục. OCLC 40706928.
- Viện tài nguyên và môi trường biển (2014). Tuyển tập Hội nghị khoa học toàn quốc về sinh học biển và phát triển bền vững. Nhà xuất bản Khoa học tự nhiên và công nghệ. OCLC 936214454.